# Junko Takeuchi
Junko Takeuchi (竹内 順子?, Takeuchi Junko; Prefettura di Saitama, 5 aprile 1972) è un'attrice e doppiatrice giapponese.

## Biografia
Nella sua carriera di seiyu, pur essendo una donna, doppia personaggi maschili come ad esempio Naruto Uzumaki nell'anime Naruto e Gon in Hunter × Hunter.

## Doppiaggio
In grassetto i ruoli principali
- Naruto Uzumaki e Akamaru in Naruto
- Sabo bambino in One Piece
- Mokuba Kaiba in Yu-Gi-Oh! Duel Monsters
- Kikitchi in Eiga! Tamagotchi - Uchū ichi happy na monogatari!? e Tamagotchi Original Animations
- Gon Freecss in Hunter × Hunter
- Tokuko Hanada in Hanada Shonen-shi
- Clock Rabbit in Devichil
- Gomamon in Digimon Adventure e Digimon Adventure 02, Digimon tri
- Takuya Kanbara/Agunimon/BurningGreymon/EmperorGreymon in Digimon Frontier
- Kenta Hoshino in Pretty Cure Splash☆Star
- Kamatari Honjo in Kenshin samurai vagabondo
- Ted and Maruss in Zatch Bell!
- Fabre in Read or Die
- Dieter in Monster
- Photon Earth in Photon
- Kuromi in My Melody - Sogni di magia
- Shirou Takaouji in Host Club - Amore in affitto
- Yue Konishi e Tenshin in Dr. Rin ni Kiite Mite
- Hikora in Kakurenbo
- Rin Natsuki/Cure Rouge in Yes! Pretty Cure 5 e Yes! Pretty Cure 5 - Le Pretty Cure nel Regno degli Specchi
- Rin Natsuki/Cure Rouge in Yes! Pretty Cure 5 GoGo! e Yes! Pretty Cure 5 GoGo! - Buon compleanno carissima Nozomi
- Rin Natsuki/Cure Rouge in Eiga Pretty Cure All Stars DX - Minna tomodachi Kiseki no zenin daishūgō!
- Rin Natsuki/Cure Rouge in Eiga Pretty Cure All Stars DX 2 - Kibō no hikari Rainbow Jewel wo mamore!
- Rin Natsuki/Cure Rouge in Eiga Pretty Cure All Stars DX 3 - Mirai ni todoke! Sekai wo tsunagu Niji-iro no hana
- Rin Natsuki/Cure Rouge in Eiga Pretty Cure All Stars New Stage 3 - Eien no tomodachi
- Rin Natsuki/Cure Rouge in Eiga HUGtto! Pretty Cure Futari wa Pretty Cure - All Stars Memories
- Rin Natsuki/Cure Rouge in Power of Hope: Pretty Cure Full Bloom
- Metabee in Medarot
- Okamura Trio in Major
- Noel in Claymore
- Tina Lawter in Sisters of Wellber
- Lambo (bambino) in Tutor Hitman Reborn!
- Mamoru Endou (Mark Evans) in Inazuma Eleven
- Yota in Rinne
- Rosso in Pokémon: Le origini

### Doppiaggio
- Gumball in Lo straordinario mondo di Gumball
- Noah Parker in Atomic Betty
- Taranee Cook in W.I.T.C.H.
- Il trenino Thomas nel cartone omonimo
- Moon in Beast Wars
- Break in Beast Wars Neo
- MrBeast nel suo canale YouTube

## Canzoni
- OH! ENKA! (Naruto)
- Life Goes On (Naruto)
- Naruto's Neko Song (Naruto)
- Gyu-ru-ru (come Naruto Uzumaki) (Naruto)
- Touki ~Fighting Spirits~ (Naruto)
- Naruto Ondo (come Naruto Uzumaki) (Naruto (con Chie Nakamura e Shōtarō Morikubo))
- "Salamander (come Takuya Kanbara) (Digimon Frontier)
- Secret Rendezvous (come Takuya Kanbara) (Digimon Frontier)
- Muteki na Bataashi (come Gomamon) (Digimon Adventure 02)
- Sora wo Kurooru (come Gomamon) (Digimon Adventure 02 (con Masami Kikuchi))
- Chie to Yuuki da! Medarotto (come Metabee) (Medarot)
- Kaze no Muki ga Kattara (come Gon) (Hunter × Hunter)
- Tobira (Versione Gon e Killua) (Hunter × Hunter (con Mitsuhashi Kanako))
- Hunter Ondo (Hunter × Hunter (con Mitsuhashi Kanako, Kaida Yuki e Goda Hozumi))
- GONtte yatsu wa (Hunter × Hunter (con Mitsuhashi Kanako, Kaida Yuki e Goda Hozumi))
- ONNAtte subarashii (come Jango-sama) (Hunter × Hunter)
- Tabidachi (come Gon) (Hunter × Hunter)
- Taisetsuna koto (come Gon) (Hunter × Hunter (con Mitsuhashi Kanako))
- Te o Tsunaide (come Gon) (Hunter × Hunter (con Mitsuhashi Kanako))
- Futari (Ask Dr. Rin! (con Kana Kouguchi))
- Tomo Yo (come Ted) (Konjiki no Gash Bell!!)
- Kuroi Hitomi (come Kuromi) (My Melody - Sogni di magia)
- Kuromi Rondo (come Kuromi]) (My Melody - Sogni di magia)
- Kuromi Punk (come Kuromi) (My Melody - Sogni di magia)
- Reversible (come Rin Natsuki) (Yes! Pretty Cure 5)
- Jōnetsu (come Rin Natsuki) (Yes! Pretty Cure 5)
- Okaerinasai (come Rin Natsuki) (Yes! Pretty Cure 5 (con Yūko Sanpei))
- Mamotte Miseru! (come Endou Mamoru) (Inazuma Eleven)

## Videogiochi
- Vokkle in Pop'n Tanks!
- R. Mika in Street Fighter Alpha 3
- Hokutomaru e Marky in Garou: Mark of the Wolves
- Anne e Nena in JoJo's Bizarre Adventure
- Hikaru in Spikers Battle
- Gon Freecss in Hunter × Hunter: Altar of Dragon Vein
- Jack Russell in Radiata Stories
- Satoru in Ape Escape 3
- Mamoru Endou in tutti i videogame di Inazuma Eleven
- Naruto Uzumaki in tutti i videogame di Naruto, Battle Stadium D.O.N, J-Stars Victory Vs+ e Jump Force
- Teterva Uldein in Grand Kingdom
- Lugh e Louise in Fire Emblem Heroes
- Terry (bambino) in Dragon Quest Rivals